# Nils Lid Hjort
Nils Lid Hjort (ur. 1953) – norweski statystyk, a od 1991 profesor na wydziale matematyki Uniwersytetu w Oslo. 
Prowadzi badania w szerokim zakresie w ramach metodologii statystycznej i teorii prawdopodobieństwa; wniósł znaczący wkład do nieparametrycznej i parametrycznej metodyki Bayesa (procesy Beta), regresji nieparametrycznej i szacunku funkcji gęstości (lokalne podobieństwo) oraz do analizy modeli mieszanych.
Jego artykuł “Model Selection and Model Averaging”, opracowany wspólnie z Gerdą Claeskens został uznany za przełomowe osiągnięcie na polu matematyki przez  ESI (Essential Science Indicator) w 2005. W 1999 Hjort został członkiem Norweskiej Akademii Nauk.
Ze strony praktycznej: w 1994 roku, po systematycznej analizie rezultatów mistrzostw świata w biegu łyżwiarskim, Nils Hjort dowiódł istnienia z pozoru nieznacznej, ale w efekcie znaczącej różnicy między ostatnim torem zewnętrznym a ostatnim torem wewętrznym w łyżwiarskim biegu na 500 metrów – co oznaczało, że już od 1924 konkurencja była rozstrzygana błędnie. Z inicjatywy Hjorta reguły olimpijskie zostały zmienione: od olimpiady w Nagano 1998 zawodnicy pokonują przewidziany dystans dwa razy: startując raz z toru zewnętrznego, a raz wewnętrznego.